# Vørufelli
Vørufelli è un rilievo alto 284 metri sul mare situata sull'isola di Vágar, nell'arcipelago delle Isole Fær Øer, della Danimarca.